# Duroquinone
La duroquinone est une quinone utilisée dans les nanotechnologies.

## Structure
La duroquinone est une molécule plane possédant un cycle typique des quinones auquel est connecté quatre groupements méthyle.

## Chimie
Contrairement à la plupart des quinones, la duroquinone peut former des complexes métalliques stables.

## Nanotechnologie
La duroquinone a été utilisée pour construire une nanostructure qui pourrait servir comme instrument de fonction logique combinatoire (ou porte logique). Celui-ci est composé de 17 molécules de quinone, pouvant tourner sur elles-mêmes indépendamment et représenter 4 états différents. 
Une quinone est placée au centre d'un cercle formé par les 16 autres. Toutes sont connectées par des liaisons hydrogène. Ainsi en modifiant la configuration centrale, il s’ensuit une modification immédiate des 16 autres, offrant la possibilité de créer 4 milliards de combinaisons possibles.